# Isländische Börse
Die Isländische Börse ICEX (englisch: Iceland Stock Exchange; isländisch: Kauphöll Íslands) wurde im Jahre 1985 als Joint-Venture mehrerer Banken und Broker auf Initiative der isländischen Zentralbank gegründet. Si ehat ihren Sitz in der Hauptstadt Reykjavik. Zuerst wurden am ICEX nur isländische Staatsanleihen gehandelt. Der Aktienhandel begann 1990 und entwickelte sich rasant. Zurzeit notieren an Islands Börse Unternehmen hauptsächlich aus den Bereichen Banken, Handel, Fischerei, Transportwesen und Versicherungen. 
Am 30. November 2006 wurde die Fusion der ICEX mit der skandinavischen Gemeinschafts-Wertpapierbörse OMX abgeschlossen. Die Eignarhaldsfelagid Verdbrefathing, die zuletzt Eigentümer der ICEX war, erhielten für die Fusion 2.067.560 junge Aktien der OMX.
Da die isländische Wirtschaft sehr klein ist, sind die börsennotierten Unternehmen am ICEX relativ klein, das Handelsvolumen war dementsprechend gering. Der ICEX war außerdem die kleinste Börse Westeuropas.
Þórður Friðjónsson war bis zu ihrer Fusion Präsident der isländischen Börse.

## Indizes
Der Leitindex der isländischen Börse war der ICEX 15. Eine kleinere Auswahl stellte der OMX Iceland 8 dar.

## Mitgliedschaften
Sie ist Teil der:
- Sustainable Stock Exchanges Initiative